# 住友不動産秋葉原ビル
住友不動産秋葉原ビル（すみともふどうさんあきはばらビル）は東京都千代田区外神田（秋葉原）にある高層ビル。

## 概要
中央通りに面しており、秋葉原のランドマークの一つとなっていた日本通運（日通）本社ビルが、日通の「資産保有リスクの軽減、資産運用の効率化による財務体質の強化」の目的で住友不動産に売却され、2006年に解体された跡地に建設された地上19階建ての高層ビルである。
オフィスビルであるが、B1・1F・2Fはイベントホール「ベルサール秋葉原」となっている。

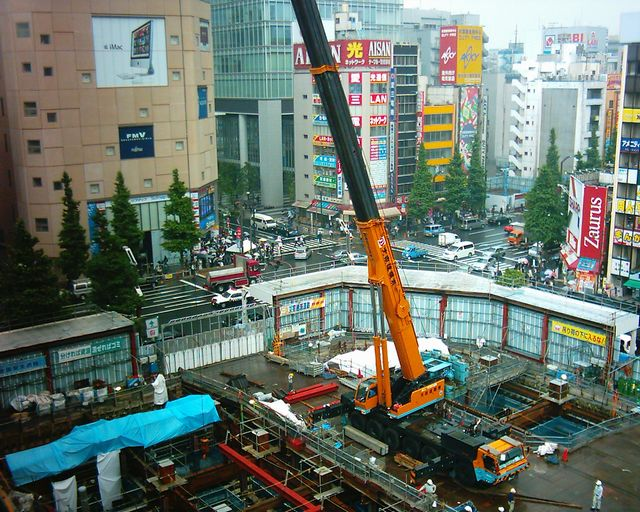
建設中の様子（撮影は2008年6月9日）

## 入居企業
- カスペルスキー[4]
- 新生インベストメント&ファイナンス[5]
- アプラス[6]
- 新生フィナンシャル[7]
- 新生パーソナルローン[8]